# Дельзенн, Элиза
Элиза Дельзенн (фр. Élise Delzenne, род. 28 января 1989, Лескен) — французская профессиональная велогонщица. С 2013 по 2017 годы она выступала на профессиональном уровне в шоссейных и трековых велогонках.
В 2007 году в категории юниоров (17—18 лет) она завоевала титул чемпионки Франции по шоссейному велоспорту. В том же году она стала чемпионкой Франции на треке в гонке по очкам. После перерыва, связанного с учебой, она вернулась в велоспорт в конце 2011 года. В 2013 году она выиграла чемпионат Франции по шоссейному велоспорту. В следующем году она подписала контракт с крупной международной командой Specialized-Lululemon и снова стала чемпионкой Франции в гонке по очкам. В 2015 году она выиграла две профессиональные шоссейные гонки.
На треке она стала вице-чемпионкой Европы в гонке по очкам и гонке преследования, а также трёхкратной чемпионкой Франции. В 2016 году она возглавила команду Lotto Soudal Ladies и выиграла Трофи д’Ор. Она вновь стала чемпионкой Франции на треке в гонке по очкам и гонке преследования. 2017 год стал для неё последним сезоном в качестве профессионала, и она одержала еще одну победу. С 2022 года она занимается пара-велоспортом в качестве пилота для слепых спортсменов.

## Карьера

### Дебют
Элиза — дочь велотуристов Филиппа Дельзенна и Сильви Дассонневиль. Она выросла в городе Номен в департаменте Нор, недалеко от бельгийской границы. Начала заниматься велоспортом в возрасте десяти лет в велоклубе Орши. Принимала участие в нескольких международных фестивалях велотуризма. Примерно в 12 лет она начала выступать в клубной секции UFOLEP.
В начале 2004 года она вступила во Французскую федерацию велоспорта (FFC) и ESEG Douai. На чемпионате департамента Нор в Аноре она заняла второе место. Там её заметил Люсьен Клоэ, который в то время был региональным тренером женской сборной.
В 2005 году она завоевала серебряную медаль на чемпионате Франции среди кадетов в гонке по очкам, а также одиннадцатое место в шоссейной гонке «мини-кадет» в Пон-дю-Фоссе. В 2006 году она была отобрана на чемпионат Европы по шоссейному велоспорту в Валкенбюрге.
В 2007 году она также вошла в состав юниорской команды Васкеаль, которую тренировал Эрве Буссар. В том же году, в июне, она приняла участие в чемпионате Франции по трековому велоспорту в Йере, выиграв гонку по очкам и заняв четвёртое место в гонке преследования, что стало для неё разочарованием. Затем она выиграла юниорский чемпионат Франции по шоссейному велоспорту в Мюсидане в спринте, заняв четвёртое место в гонке с раздельным стартом.

### Снятие с соревнований
После завоевания чемпионского титула и получения степени бакалавра естественных наук Элиза ушла из велоспорта, чтобы посвятить себя учёбе. Она получила сертификат технолога высшей квалификации (Помощник инженера по техническим вопросам) в Армантьере, а в 2009 году поступила в инженерную школу при Высшей национальной школе искусств и текстильной промышленности. Там же она прошла сэндвич-курс по текстилю в PGI Nordlys в Байёле. Однако этот перерыв в занятиях велоспортом не означал её ухода из спортивной жизни, и в 2010 году она приняла участие в марафоне Route du Louvre.

### Возвращение в соревнования
В конце 2011 года Элиза Дельзенн решила вернуться в соревновательный велоспорт. Она присоединилась к клубу Ла-Мадлен, и вернулась к своему бывшему тренеру Люсьену Клоэ. В 2012 году она провела достойный сезон, заняв несколько призовых мест в Бельгии. Она приняла участие в чемпионате Франции, который проходил в Сент-Аман-лез-О, недалеко от её родного города, но успеха не добилась. Она разбилась в индивидуальной гонке, заняв 18-е место, а также попала в аварию в групповой гонке за километр до финиша в спринте за третье место. На треке она заняла третье место в омниуме на чемпионате Франции по трековому велоспорту в Бордо, затем четвёртое в гонке по очкам и пятое в гонке преследования, на этот раз в Йере.
В конце года она получила диплом инженера и через несколько месяцев была принята на работу в прачечную в Суасоне в качестве менеджера по качеству.

### Чемпионка Франции по шоссейному велоспорту (2013)
2013 год был плодотворным для Элизы. Она присоединилась к профессиональной команде Bourgogne-Pro Dialog. Она начала год, как и в предыдущем году, с третьего места на чемпионате Франции по трековому велоспорту в омниуме в Рубе. После этого она заняла несколько хороших мест на Кубках Франции в Пюжоле, Эне и Плюмлеке. Она также приняла участие в известной велогонке Гент-Вевельгем, заняв девятнадцатое место. В Гран-при Эльзи Якобс, ещё одном международном соревновании, она заняла седьмое место, опередив таких известных спортсменов, как Марианна Вос, Джорджия Бронцини и Эмма Юханссон. Она вернулась в состав французской команды на Тур Трентино. Кроме того, в июне она выиграла чемпионат Франции по шоссейному велоспорту, победив в спринте в Ланнилисе. Кроме того, она заняла четвёртое место в индивидуальной гонке. Конец года был менее богат на результаты: две победы в Бельгии, но Элиза набралась опыта, приняв участие в Туре Бельгии, Гран-при Плуэ, Джиро ди Тоскана — Мемориал Микелы Фанини и, наконец, в чемпионате мира по шоссейному велоспорту во Флоренции. В начале октября она объявила о том, что подписала контракт на 2014 год с командой Team Specialized-Lululemon.

### Сотрудничество с командой Specialized-Lululemon (2014)

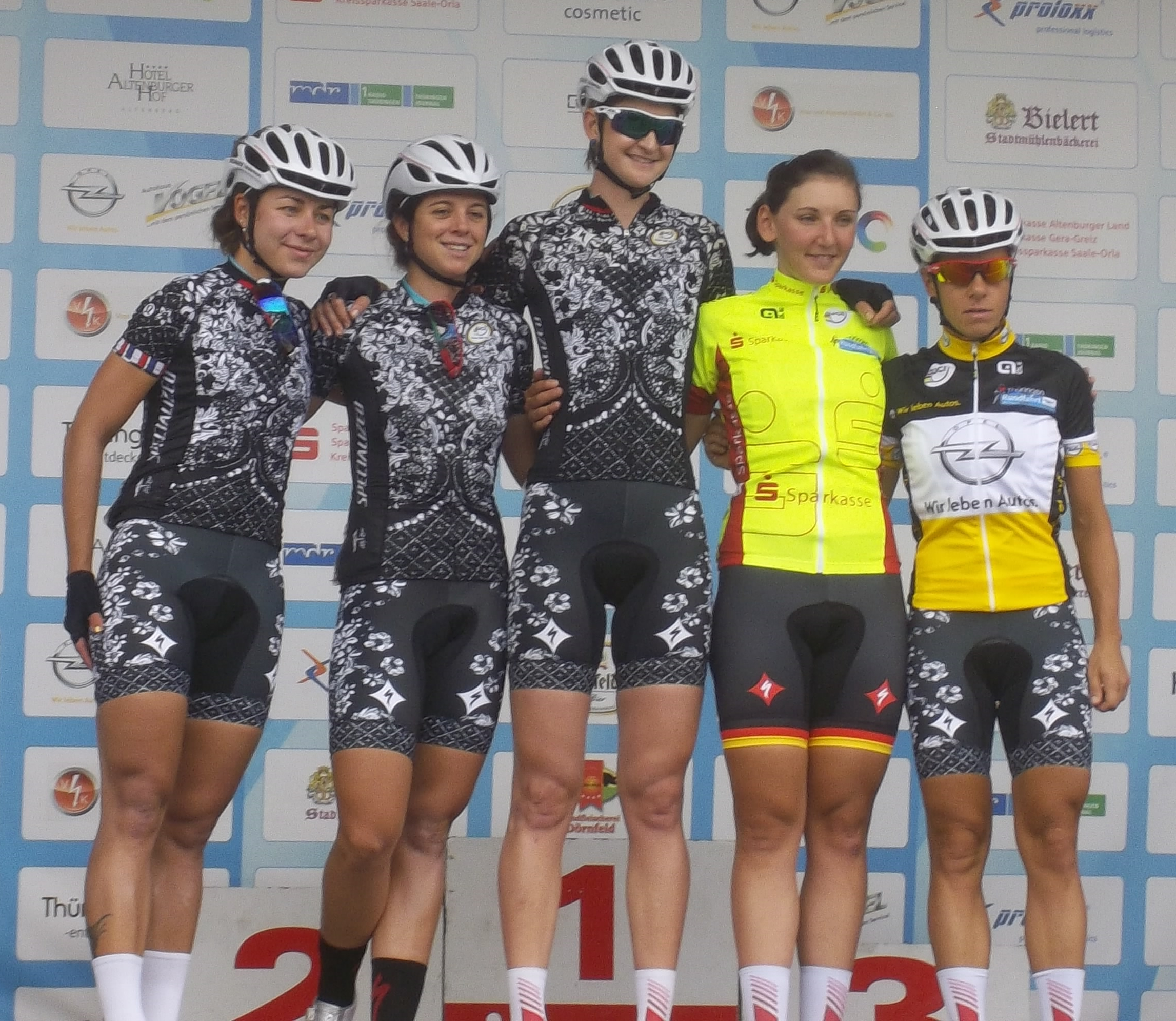
На презентационном подиуме Тура Тюрингии в 2014 году (слева) в составе команды Specialized-Lululemon.

В новой команде её целью на сезон было, прежде всего, обучение, чтобы выйти на новый уровень и помочь своим товарищам по команде.
Её первой гонкой стал Тур Катара. Хотя ей не удалось попасть в группу лидеров, она оставалась в пелотоне на протяжении всех этапов.
13 марта она приняла участие в гонке Дрентсе Ахт ван Вестервелд, где её подруга по команде, Хантал Блак, одержала победу и заняла 12-е место. В конце месяца она приняла участие в Гран-при коммуны Корнаредо в Италии. Там она ушла в отрыв, но после того как её догнали, она получила прокол и не смогла закончить гонку, в которой её подруга по команде, Тиффани Кромвель, финишировала второй.
Она также участвовала в этапах Кубка мира: Тур Дренте, Ле-Самен, Гент-Вевельгем и Гран-при Доттиньи. В начале мая она заняла четвёртое место в Туре Орейсселя, где победила её подруга по команде, Лиза Бреннауэр. Сразу после этого она приняла участие в Вуменс Тур в Англии. На первом этапе она в одиночку лидировала в отрыве на протяжении 25 километров, за что была удостоена награды за боевой дух. Благодаря бонусам она заняла пятое место в общем зачёте. На четвёртом этапе она потеряла время после помощи товарищам по команде и не смогла удержать свои позиции в гонке, где все этапы заканчивались спринтом.
На чемпионате Франции Элиза заняла четвёртое место в индивидуальной гонке, уступив всего одну секунду Од Бьянник. В групповой гонке она не смогла оторваться и финишировала второй в групповом спринте, став десятой в общем зачёте. После гонки она признала, что допустила тактические ошибки.
В июле она приняла участие в Туре Тюрингии и помогла подругам по команде — Эвелин Стивенс и Лизе Бреннауэр финишировать первой и третьей в общем зачёте соответственно. Затем она заняла шестое место в гонке Эрондегемсе Пейл, после чего выиграла национальную гонку в Бельгии. Затем она приняла участие в гонках Рут де Франс феминин и Тур Ардеш в составе французской команды. В последней гонке она заняла четвёртое место на третьем этапе и седьмое — на заключительном. Она принимала участие в чемпионате мира и помогла Полин Ферран-Прево завоевать титул.
На чемпионате Франции по трековому велоспорту она заняла второе место в гонке преследования и в скрэтче. В составе команды Nord-Pas-de-Calais она также заняла третье место в командной гонке преследования. На том же чемпионате она выиграла гонку по очкам. После зимнего перерыва она участвовала в Международном открытом чемпионате Бельгии, где выиграла гонку по очкам. Она также заняла второе место в индивидуальной гонке преследования.

### Трёхкратная чемпионка Франции по трековому велоспорту (2015)

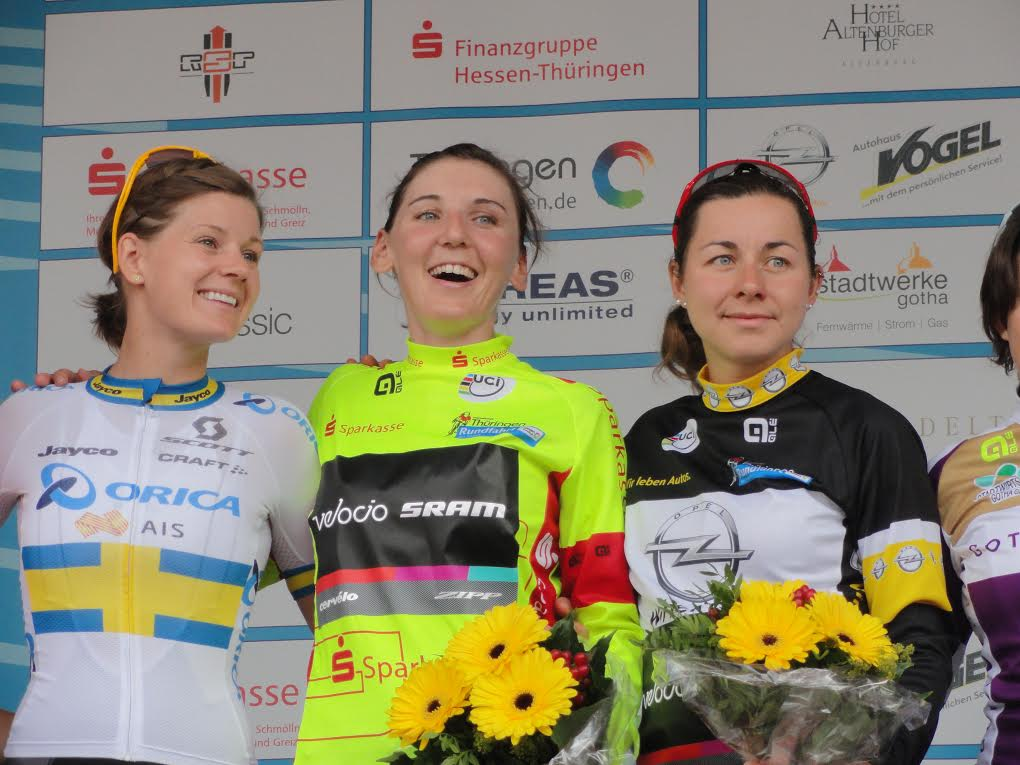
На подиуме Тура Тюрингии 2015 года (справа), вместе с Эммой Юханссон и Лизой Бреннауэр.

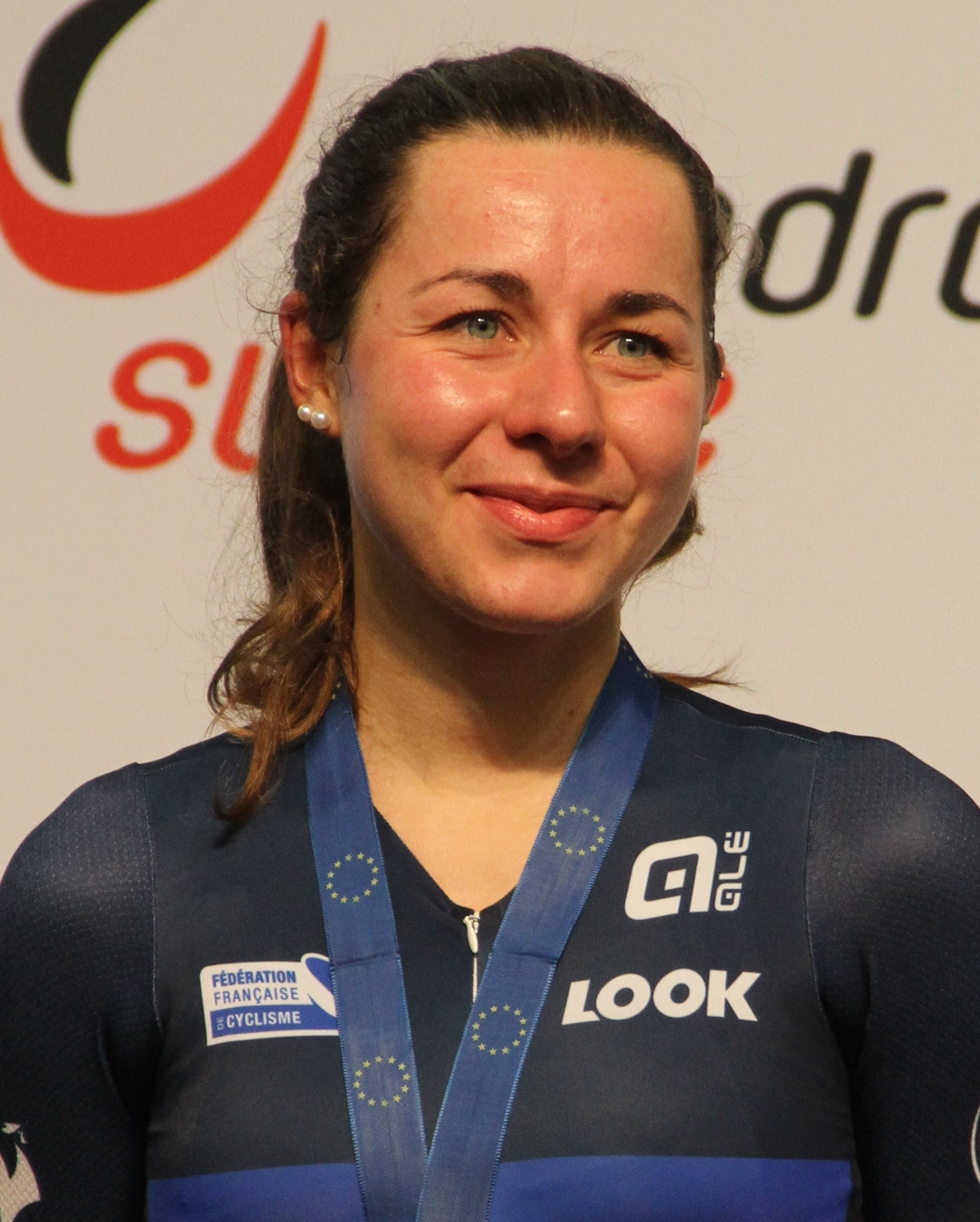
На чемпионате Европы по трековому велоспорту 2015 года.

В 2015 году её команда сменила название на Velocio-SRAM. Она начала сезон на треке, приняв участие в этапе Кубка мира в Кали. В феврале она отобралась на чемпионат мира в Сен-Квентин-ан-Ивелин и приняла участие в индивидуальной и командной гонках преследования, а также в гонке по очкам. Она заняла четвёртое место в гонке по очкам и девятое в индивидуальной гонке преследования. Этот чемпионат мира оставил у неё неоднозначные впечатления.
После перерыва она возобновила участие в гонках на Гран-при Доттиньи. В конце апреля она заняла девятое место в Омлоп ван Борселе. На велогонке Дварс дор де Вестхук она оторвалась на сороковом километре и победила в одиночку. Это была её первая победа в профессиональной гонке. На заключительном этапе Грация Орлова она оторвалась от Лары Вицели на четвёртом километре и опередила её в спринте. Затем она заняла девятое место в Туре острова Чунмин и двенадцатое в Хроно Гатино. Она приняла участие в Вуменс Туре, где помогла Лизе Бреннауэр одержать победу. Затем она отправилась на Чемпионат Франции по шоссейному велоспорту, где была одной из фавориток. Она финишировала пятой в индивидуальной гонке, затем на том же месте в групповой гонке, где она тщетно пыталась проследить за атакой Полин Ферран-Прево. На Туре Тюрингии она была в горной майке на протяжении всей гонки. На велогонке Эрондегемсе Пейл она оторвалась на последнем круге от Талиты де Йонг. Затем Талита де Йонг оторвалась от неё, и Элиза Дельзенн финишировала второй.
Дельзенн участвовала в отборе на командную гонку с раздельным стартом на Опен Воргорда TTT, где заняла второе место. На чемпионате мира в Ричмонде была отобрана для участия в групповой гонке, но после 10 км попала в аварию. Она вернулась на велосипед, но через несколько кругов была вынуждена сойти с дистанции. На следующей неделе она приняла участие в чемпионате Франции по трековому велоспорту и завоевала три титула: в индивидуальной гонке преследования, скрэтче и гонке по очкам. В командной гонке преследования команда Nord-Pas-de-Calais уступила 200 м команде Poitou-Charentes.Futuroscope.86. Через две недели в Гренхене она стала вице-чемпионкой Европы в гонке по очкам, уступив польке Катажине Павловска, а затем в гонке преследования — британке Кэти Арчибальд.

### Трофи д’Ор (2016)
В начале марта она приняла участие в чемпионате мира по трековым велогонкам в индивидуальной гонке преследования и гонке по очкам. Имея медальные амбиции, она была очень разочарована своим шестым местом в первом виде, но не стала оправдываться. Шесть месяцев спустя она объяснила, что упала на тренировке за неделю до гонки и что в тот момент она страдала от этого. Затем она заняла пятнадцатое место в гонке по очкам во время наблюдательной гонки. Во время гонки она попала в аварию с японской спортсменкой всего за несколько кругов до финиша. Дальнейшие тесты показали, что француженка получила перелом двух рёбер. Кроме того, у неё был сломан таз. В связи с этим она выбыла из соревнований на весь март. Она возобновила гонку на Омлоп ван Борселе. На следующий день на гонке Дварс дор де Вестхук, где она победила в предыдущем году, у неё случился рецидив. Однако постепенно её форма восстановилась. На первом этапе женского велофестиваля Эльзи Якобс она была в лидирующей группе. Она помогла Лотте Копеки выиграть Трофей Мартена Винантса, а затем подтвердила свою форму в середине мая, победив на ежегодной ярмарке после длительного отрыва. В конце мая она провела лучший уик-энд. Она заняла второе место в спринте на Классике Морбиана, уступив Кристине Маерус. Затем она стала третьей в Гран-при Морбиана, опередив Рэйчел Нейлан и ту же Кристине Маерус. Наконец, она заняла третье место в спринте Гойк — Герардсберген — Гойк. В турнирной таблице её опередили Грейси Эльвин и её подруга по команде, Лотте Копеки.
В июне Французская федерация велоспорта объявила, что Элиза Дельзенн будет заменена в групповой гонке на Олимпийских играх в Рио. Она сказала, что это решение вызвало у неё отвращение. Она заняла шестое место в гонке Auensteiner-Radsporttage. На чемпионате Франции по шоссейному велоспорту она завоевала бронзу в индивидуальной гонке, опередив Одри Кордон-Раго и Эдвиж Питель. В групповой гонке она продемонстрировала своё мастерство, атаковав примерно за 60 км до финиша. Догнав группу отрыва, она решила продолжить одиночную гонку и за двадцать пять километров до финиша имела преимущество в одну минуту и пятьдесят секунд над остальными фаворитами. В этот момент она получила прокол. Ремонт занял больше времени, чем ожидалось, и её догнали фавориты. В итоге она финишировала пятой.
В августе она приняла участие в гонке Рут де Франс феминин. Она была пятой в прологе, восьмой на первом этапе, шестой на следующий день и второй на третьем этапе. Однако в тот день она попала в групповую аварию. На четвёртом этапе она была седьмой в индивидуальной гонке и шестой в общем зачёте. Однако на следующий день она была вынуждена сойти с дистанции. Затем она вышла на старт Трофи д’Ор. Она выиграла стартовую гонку. Став второй на третьем этапе, она сохранила желтую майку до конца гонки, несмотря на прокол на последних десяти километрах заключительного этапа. На Туре Бельгии она заняла пятое место на заключительном этапе и поднялась на шестое место в общем зачёте.
На чемпионате Франции по трековому велоспорту она успешно защитила свой титул в индивидуальной гонке преследования. Однако в скрэтче она была вынуждена сойти с дистанции. На следующий день, не восстановившись, она решила выйти на старт гонки по очкам. Несмотря ни на что, она выиграла титул. На чемпионате Европы она была в составе французской команды в командной гонке преследования. Гонщицы квалифицировались в полуфинал, побив рекорд Франции в этой дисциплине. Однако команда уступила Великобритании, завоевав бронзовую медаль. На следующий день в индивидуальной гонке преследования Элиза финишировала пятой. В гонке по очкам она не смогла вырваться вперёд и была вынуждена довольствоваться восьмым местом. Через две недели она приняла участие в гонке Кубка мира в Глазго. Она выиграла скрэтч и заняла второе место в индивидуальной гонке преследования. А в командной гонке преследования улучшила рекорд Франции, заняв третье место.

### Заключительный сезон и переподготовка (2017—2021 гг.)

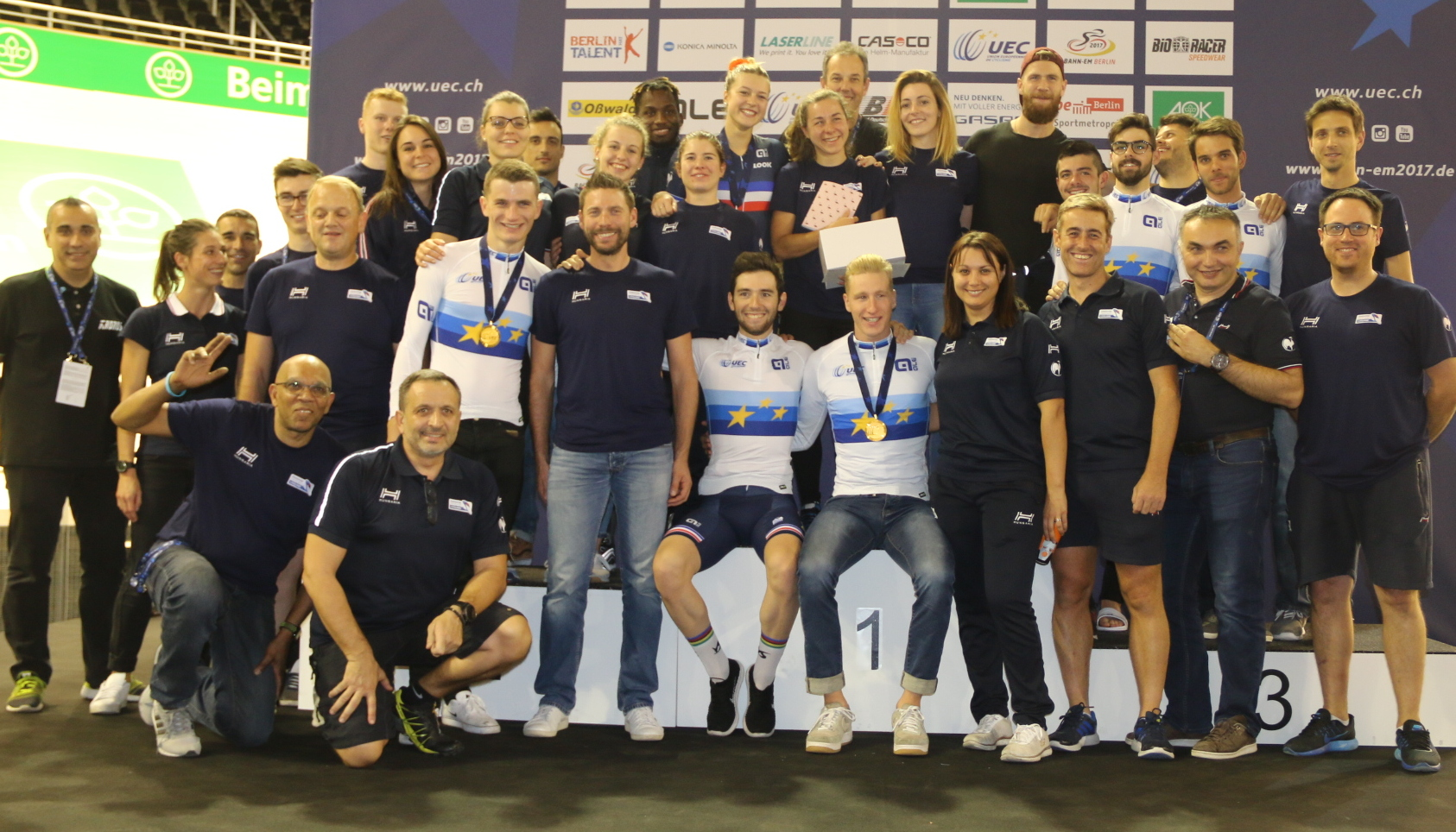
Французская команда на чемпионате Европы по трековому велоспорту в Берлине.

В 2017 году в начале сезона она сосредоточилась на трековом велоспорте, приняв участие в этапах Кубка мира в Кали и Лос-Анджелесе. На Туре Фландрии на участке «Граммонтская стена» у неё получился хороший результат. Розанна Слик вырвалась вперёд. Её отрыв от пелотона, состоящего из полусотни гонщиков, составил до полутора минут. Некоторое время её преследовала Элиза Дельзенн, но француженка не смогла сократить отставание и пелотон вновь её догнал в Канариберге. Она приняла участие в чемпионате мира по трековым велогонкам в Гонконге. Франция заняла седьмое место в командной гонке преследования. В индивидуальных соревнованиях Элизе Дельзенн не удалось добиться того успеха, на который она рассчитывала.
На втором этапе женского велофестиваля Эльзи Якобс в Люксембурге Элиза Дельзенн находилась в малом пелотоне и боролась за победу в спринте. Она начала спринт с большого расстояния, а затем устояла перед натиском Евгении Буяк и Кристине Маерус и стала победительницей 84-го этапа. В гонке Гойк — Герардсберген — Гойк она финишировала восьмой, четвертой в групповом спринте, после агрессивной гонки, за которую была награждена призом горной классификации. На Даймонд Туре она заняла шестое место в групповом спринте.
На чемпионате Франции она заняла пятое место в индивидуальной гонке. В групповой гонке она оторвалась от Одри Кордон-Раго, но пелотон среагировал и догнал их. В итоге она финишировала одиннадцатой. В Женском Туре — На приз Чешской Швейцарии Элиза Дельзенн заняла шестое место на первом этапе. Затем она была восьмой в индивидуальной гонке на третьем этапе, второй в спринте на четвёртом этапе после Нэнси ван ден Бург и третьей на заключительном этапе, где победила её подруга по команде, Жюльетт Лабу. На Балуаз Ледис Тур она была пятой в прологе. Элиза Дельзенн была пятой в индивидуальной гонке на этапе 2b. Это позволило ей закончить соревнования на восьмом месте.
Она приняла участие в чемпионате Европы по шоссейному велоспорту. Затем она попала в аварию на Опен Воргорда RR. На Туре Бельгии она заняла десятое место в прологе. На заключительном этапе, представлявшем собой мини-тур Фландрии, в сложных погодных условиях она финишировала шестой. Таким образом, она поднялась на десятое место в общем зачёте. На чемпионате мира по шоссейным гонкам она стартовала за два круга до финиша вместе с Яннеке Энсинг, Амандой Спратт и Даниэль Кинг. На подъёме на холм Салмон фавориты догнали их. Однако плохое взаимодействие в группе привело к общей перегруппировке.
В конце сезона она объявила о своём уходе из велоспорта. Она была нанята компанией B'Twin для разработки линейки женского текстиля. В 2018 году она комментировала велогонки, в том числе Чемпионат Европы по шоссейному велоспорту, на канале Eurosport.

### Возвращение в спорт (2022)
В начале 2022 года по инициативе Лорана Тирионе, директора французской команды по паравелосипедному спорту, Элиза Дельзенн стала пилотом незрячей спортсменки Анн-Софи Сентис в категории тандем. Пара приняла участие в чемпионате мира 2022 года в Сен-Кантен-ан-Ивелине и завоевала две бронзовые медали — в индивидуальной гонке преследования и смешанном командном спринте. В следующем году пара вновь приняла участие в чемпионате мира в Глазго. Заняв четвёртое место в индивидуальной гонке преследования, Анн-Софи Сентис и Элиза Дельзенн стали пятыми в смешанном командном спринте.

## Достижения

### Шоссе
2007
- Чемпионка Франции среди юниоров — групповая гонка

2013
- Чемпионка Франции[фр.] — групповая гонка
- 3-я на Кубке Франции[фр.][109]
- Приз аббатства Ножан[110]

2015
- Дварс дор де Вестхук
- 5-й этап Грация Орлова
- 2-я на Эрондегемсе Пейл
- 2-я на Опен Воргорда TTT (Женский мировой шоссейный кубок UCI)

2016
- Трофи д’Ор[фр.]:

- Генеральная классификация
- 1-й этап (индивидуальная гонка)

- 2-я на Классике Морбиана
- 3-я на Чемпионате Франции по шоссейному велоспорту[фр.] — индивидуальная гонка
- 3-я на Гран-при Морбиана
- 3-я на Гойк — Герардсберген — Гойк
- 3-я на Балуаз Ледис Тур

2017
- 2-й этап Фестиваля Эльзи Якобс[фр.]

#### Статистика выступления наГранд-турах
| Гонка / Год          | 2014 | 2015  | 2016  |
| -------------------- | ---- | ----- | ----- |
| Джиро Донне          | —    | DNS 6 | —     |
| Рут де Франс феминин | 19   | —     | DNF 5 |

#### Рейтинги
| Год                 | 2013 | 2014 | 2015 | 2016 | 2017  |
| ------------------- | ---- | ---- | ---- | ---- | ----- |
| Мировой рейтинг UCI | 88-й | 98-й | 57-й | 41-й | 60-й  |
| Мировой тур UCI     |      |      |      | -    | 155-й |
|                     |      |      |      |      |       |
| Источник: UCI       |      |      |      |      |       |

### Трек

#### Чемпионаты мира
| Соревнование              | Индивидуальная гонка преследования | Командная гонка преследования | Гонка по очкам |
| Сен-Кантен-ан-Ивелин 2015 | 9-я                                | 15-я                          | 4-я            |
| Лондон 2016               | 6-я                                | -                             | 15-я           |
| Гонконг 2017              | 16-я                               | 7-я                           | 17-я           |

#### Чемпионаты мира по паравелоспорту
- Сен-Кантен-ан-Ивелин 2023[англ.]

-  Бронзовый призёр в индивидуальной гонке преследования на тандеме (пилот Анны-Софи Сентис)
-  Бронзовый призёр в командном спринте смешанных команд на тандеме (пилот Анны-Софи Сентис, в сопровождении Александра Льовераса и Максима Грессье в качестве пилота)

- Глазго 2023[англ.]

- 4-я в индивидуальной гонке преследования на тандеме (пилот Анны-Софи Сентис)
- 5-я в командном спринте среди смешанных команд на тандеме (пилот Анны-Софи Сентис)

#### Чемпионаты Европы

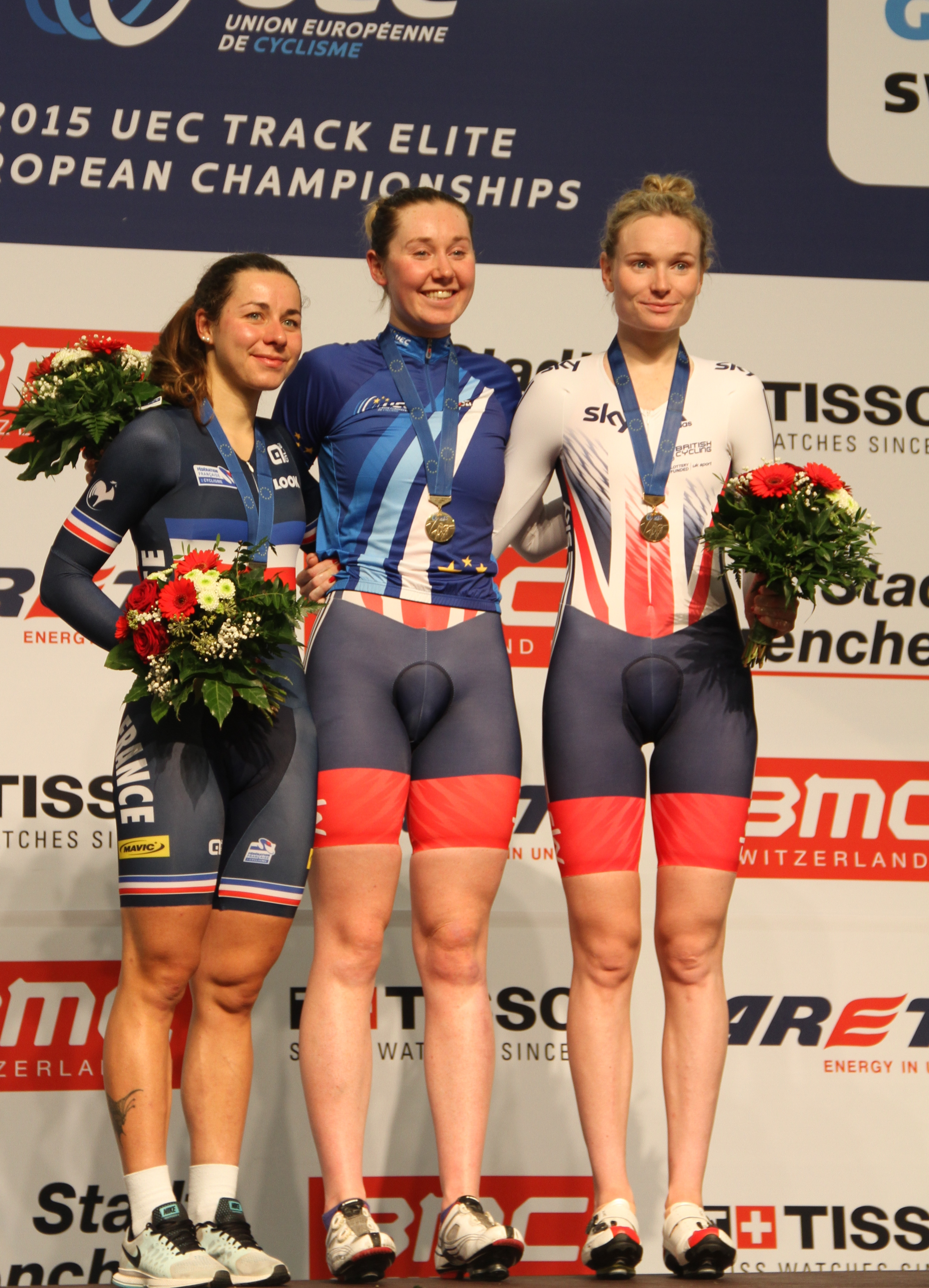
На подиуме в гонке преследования на Чемпионат Европы по трековому велоспорту 2015 в Гренхене (слева) вместе с Арчибальд, Кэти и Хорн, Сиара.

| Соревнование              | Индивидуальная гонка преследования | Гонка по очкам | Командная гонка преследования |
| Гренхен 2015              | Серебро                            | Серебро        | 7-я                           |
| Сен-Кантен-ан-Ивелин 2016 | 5-я                                | 8-я            | 7-я                           |
| Берлин 2017               | 10-я                               | —              | 4-я                           |

#### Кубок мира
- 2016—2017[англ.]

- 1-я в скретче в Глазго
- 3-я в командной гонке преследования в Глазго (с Лори Бертон, Корали Деме и Роксаной Фурнье)

#### Чемпионаты Франции
2005
- 2-я на гонке по очкам среди кадетов[5]

2007
- Чемпионка Франции среди юниоров — гонка по очкам

2012
- 3-я в омниуме

2013
- 3-я в омниуме

2014
- Чемпионка Франции — гонка по очкам
- 2-я на индивидуальной гонке преследования
- 2-я на скретче
- 3-я на командной гонке преследования (с Синтией Гюйгенс и Мелани Мачу)

2015
- Чемпионка Франции — индивидуальная гонка преследования
- Чемпионка Франции — скретч
- Чемпионка Франции — гонка по очкам
- 2-я на командной гонке преследования (с Фионой Дютро[англ.] и Авророй Фламен)

2016
- Чемпионка Франции — индивидуальная гонка преследования
- Чемпионка Франции — гонка по очкам
- 3-я на командной гонке преследования (с Синтией Гюйгенс, Авророй Фламен и Люси Лахайе)

#### Другое
2014
- International Belgian Open[англ.] — гонка по очкам
- 2-я на International Belgian Open — индивидуальная гонка преследования

2015
- International Belgian Open — скретч
- 2-я на International Belgian Open — индивидуальная гонка преследования

2016
- 2-я на индивидуальной гонке преследования в Глазго

#### Рекорды
Французские командные рекорды в гонке преследования на 4000 м
- 4 мин 25 с 680 в Берлине с Лори Бертон[англ.], Марион Боррас[англ.] и Корали Деме[114]. Действителен с 19 октября 2017 года.
- 4 мин 25 с 788 мин в Гонконге с Лори Бертон, Марион Боррас и Корали Деме. Действителен с 13 апреля 2017 года по 19 октября 2017 года.
- 4 мин 26 с 7 в Глазго с Лори Бертон, Корали Деме и Роксаной Фурнье[115][116]. Действителен с 4 ноября 2016 года по 13 апреля 2017 года.
- 4 мин 30 с 306 в Сен-Кантен-ан-Ивелине. Действителен с 20 октября 2016 года по 4 ноября 2016 года.
- 4 мин 30 с 519 в Гренхене с Лори Бертон, Корали Деме и Фионой Дютрио[117]. Действителен с 15 августа 2015 года по 20 октября 2016 года.

Личный рекорд в индивидуальной гонке преследования3 мин 34 с 9, достигнутый в Глазго 5 ноября 2016 года.